# Dolenje Gradišče, Dolenjske Toplice
Dolenje Gradišče este o localitate din comuna Dolenjske Toplice, Slovenia, cu o populație de 29 de locuitori.